# رافاييل ألفاريز (لاعب كرة قاعدة)
رافاييل ألفاريز (بالإسبانية: Rafael Álvarez)‏ هو لاعب كرة قاعدة فنزويلي، ولد في 22 يناير 1977 في بلنسية في فنزويلا.

## وصلات خارجية
- رافاييل ألفاريز على موقعبيزبول رفرنس.كوم (الدوري الثانوي) (الإنجليزية)